# باب دیویس (بازیکن بسکتبال)
باب دیویس (انگلیسی: Bob Davis؛ زادهٔ ۲ آوریل ۱۹۵۰) بازیکن بسکتبال اهل ایالات متحده آمریکا است.
از باشگاه‌هایی که در آن بازی کرده‌است می‌توان به پورتلند تریل بلیزرز اشاره کرد.